# Bundesautobahn 861
De Bundesautobahn 861 (BAB861), ook wel A861 genoemd, is een Duitse autosnelweg.
De weg loopt vanaf de A98 ten noorden van het Duitse Rheinfelden naar de A3 bij Rheinfelden in Zwitserland. De A861 vormt sinds de volledige opening in 2006 een bypass voor de stad Bazel, waardoor het snelwegennet rondom Bazel met een derde ontlast kon worden.
Op het grondgebied van Zwitserland is de snelweg officieel geen onderdeel van de A861, maar wordt het administratief Autobahnzubringer N3-A98 genoemd. Voor de eerste 400 meter na de grensovergang tot afrit Rheinfelden-West is nog geen Zwitsers snelwegvignet vereist, waardoor ook het lokale verkeer van de grensbrug over de Rijn gebruik kan maken.

## Congestie
Per etmaal maken ongeveer 14.000 voertuigen gebruik van de grensovergang bij Rheinfelden, hetgeen zeer gering is voor snelwegen. Op de rechterrijstrook kunnen echter lange files ontstaan voor vrachtwagens die moeten wachten voor de Zwitserse douanepost, waarvan het gewone personenverkeer geen hinder ondervindt.

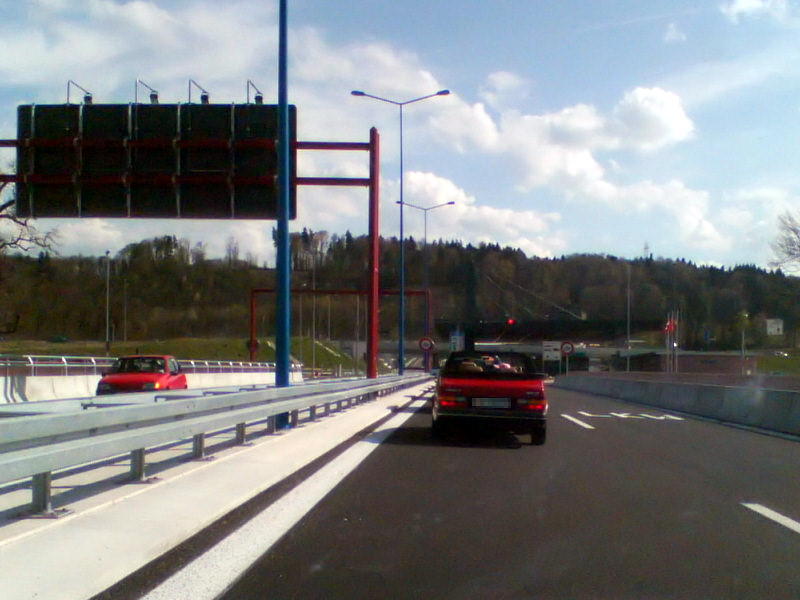
Douanepost richting Zwitserland